# Cytomegalievirusimpfstoff
Ein Cytomegalievirusimpfstoff (synonym CMV-Impfstoff) ist ein Impfstoff gegen das Cytomegalievirus (CMV). Es gibt bisher (2025) keine zugelassenen Cytomegalievirusimpfstoffe.

## Eigenschaften
Cytomegalieviren gehören zum TORCH-Komplex (Toxoplasmose, Other, Röteln, Cytomegalievirus, Herpes-simplex-Virus-2 oder Herpes neonatorum), der vertikal von Mutter zu Kind übertragbare Infektionskrankheiten umfasst. Die experimentellen Cytomegalievirusimpfstoffe sollen zur Minderung der vertikalen Übertragung von Mutter zu Kind und an Menschen mit Immunsuppression eingesetzt werden, bei denen generell eine Reaktivierung von Cytomegalieviren zu Komplikationen führen kann. Cytomegalievirusimpfstoffe sollen vor einer Infektion oder einer Reaktivierung schützen.
Die experimentellen Ansätze umfassen unter anderem rekombinante Proteine, attenuierte Cytomegalieviren und DNA-Impfstoffe. Als Antigene werden unter anderem die viralen Proteine gB und pp65 und der pentamere Proteinkomplex gH/gL-PC aus gH, gL, UL128, UL130 und UL131A untersucht.

## Entwicklung
Trotz großer Anstrengungen war die Entwicklung eines zulassungsreifen CMV-Impfstoffs bisher nicht erfolgreich. Es werden verschiedene Impfstoffkandidaten entwickelt, mit dem Ziel, sowohl Erstinfektionen mit CMV als auch eine Reaktivierung des Virus bei bereits infizierten Personen zu verhindern. Darunter befinden sich DNA-Impfstoffe, Vektorimpfstoffe, Lebendimpfstoffe, rekombinante Untereinheitenimpfstoffe, Peptidimpfstoffe und RNA-Impfstoffe.
Ziel dieser Impfstoffe ist es, eine starke Immunantwort auszulösen, die das Virus neutralisieren kann oder dessen Reaktivierung im Körper verhindern soll.
Die erfolgreichsten Kandidaten sind DNA- und insbesondere proteinbasierende Impfstoffe wie das gB/MF59-Vakzin. Letzteres richtet sich gegen ein modifiziertes Glykoprotein B (gB) des Virus. gB bildet als Homotrimer den Glykoproteinkomplex (gC-I) auf der Oberfläche der Virushülle und ist für das Eindringen des Virus in die Wirtszelle essentiell. Um die Immunogenität zu erhöhen, ist der Impfstoff mit MF59 adjuvantiert.